# Фигерас
Фиге́рас (Фигерес; кат. Figueres, исп. Figueras) — город в Каталонии, Испания; столица округа Альт-Эмпорда провинции Жирона.

## История
В 600-х годах до нашей эры в местах, где находится нынешний город, проживали племена индигетов. В то время большая часть местности была затоплена и имелись большие заросли камыша. Жители проживали на склонах холмов, свободных от стоячей воды. О жителях той эпохи, ещё до прихода римлян, можно судить по керамическим изделиям, найденным в конце девятнадцатого века.
Римляне появились здесь в 195—194 годах до нашей эры (они высадились в городе Эмпорион в 218 году до н. э.). Римляне построили небольшую деревню и назвали её в честь камыша, осоки. Деревня со временем стала приобретать значение, так как была остановкой на Домициевой дороге. Римляне, видимо, ещё застали племена индигетов, и деревня имела две половины — римскую и иберийскую. Однако позже весь населённый пункт был романизирован.
В античные времена город был известен как Юнкария (Iuncaria). Современное название происходит от имени «Ficaris», данного ему вестготами.
В 1267 г. король Хайме I Арагонский даровал городу фуэрос.

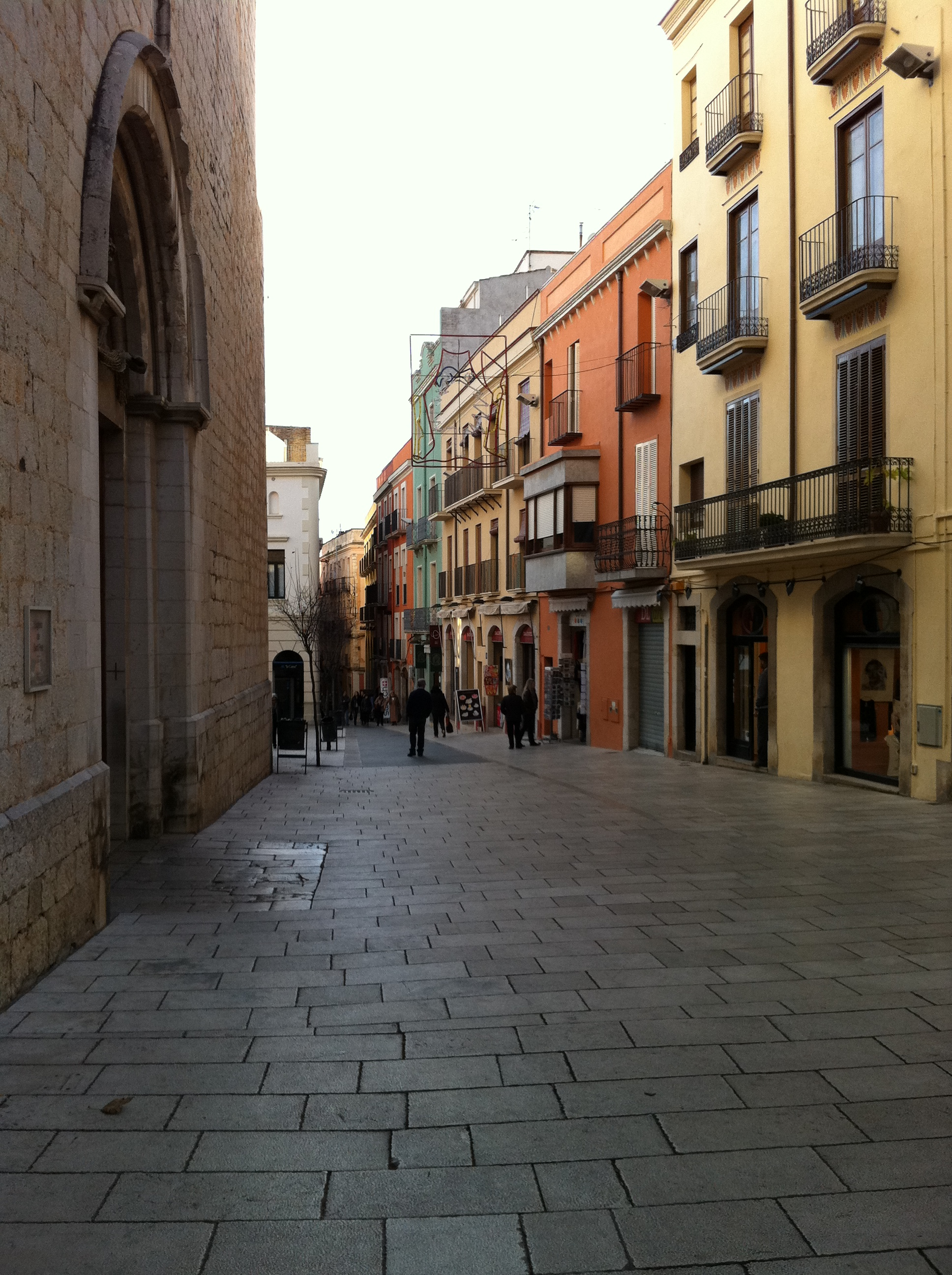
Улица в Фигерасе

Граждане Фигераса активно поддержали Восстание Жнецов, которое привело к кратковременному отделению Каталонии от Испании и признанию короля Франции Людовика XIII графом Барселонским. В Фигерасе был размещён французский гарнизон. В 1652 году Филипп IV Кастильский отвоевал Фигерас. В 1653 году Фигерас пострадал от эпидемии чумы и был ненадолго оккупирован французами, господствовавшими в Руссильоне. В 1654 и 1656 годах Фигерас снова переходил во французские руки. Эта война с Францией закончилась в 1659 году Пиренейским мирным договором. Каталонское графство Руссильон и половина Сердании были присоединены к Франции, Фигерас остался за Испанией.
Современный расцвет Фигераса начался в 1950-е годы, когда курортный потенциал побережья Коста-Брава оценил каудильо.
В 1998 г. города Коста-Бравы подписали туристическо-экологическую хартию «Carta de Tossa». В начале XXI века разгорелась конкурентная война двух сопредельных курортных ассоциаций: «Коста-Брава» и «Треугольник Дали» (города Кадакес, Пуболь и Фигерас). 

## Знаменитые люди, связанные с городом
Фигерас известен как место рождения художника-сюрреалиста Сальвадора Дали.
Одна из больших площадей города носит имя Галы и Сальвадора Дали.

## Культура

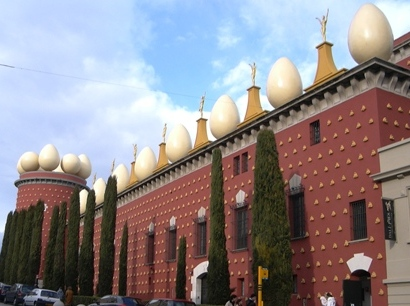
Театр-музей Дали

В городе находится театр-музей Дали, спроектированный самим художником и пользующийся большой популярностью у туристов.
Кроме этого, в городе также есть:
- Музей игрушек Каталонии[4]
- Музей Эмпорды
- Музей техники Эмпорды
- Городской театр-сад
- Частная коллекция часов Амиэля Мартина

## Города-побратимы
Фигерас является побратимом французского Перпиньяна, который находится с другой стороны Пиренеев.
- Мариньян (Франция, с 1968)
- Калиш (Польша, с 1986)
- Алькала-ла-Реаль (Испания, с 1989)
- Айн-Бейда (Алжир, с 2004)
- Крайова (Румыния, с 2009)
- Сент-Питерсберг (США, с 2011)
- Нойкёльн (ФРГ)

## Достопримечательности

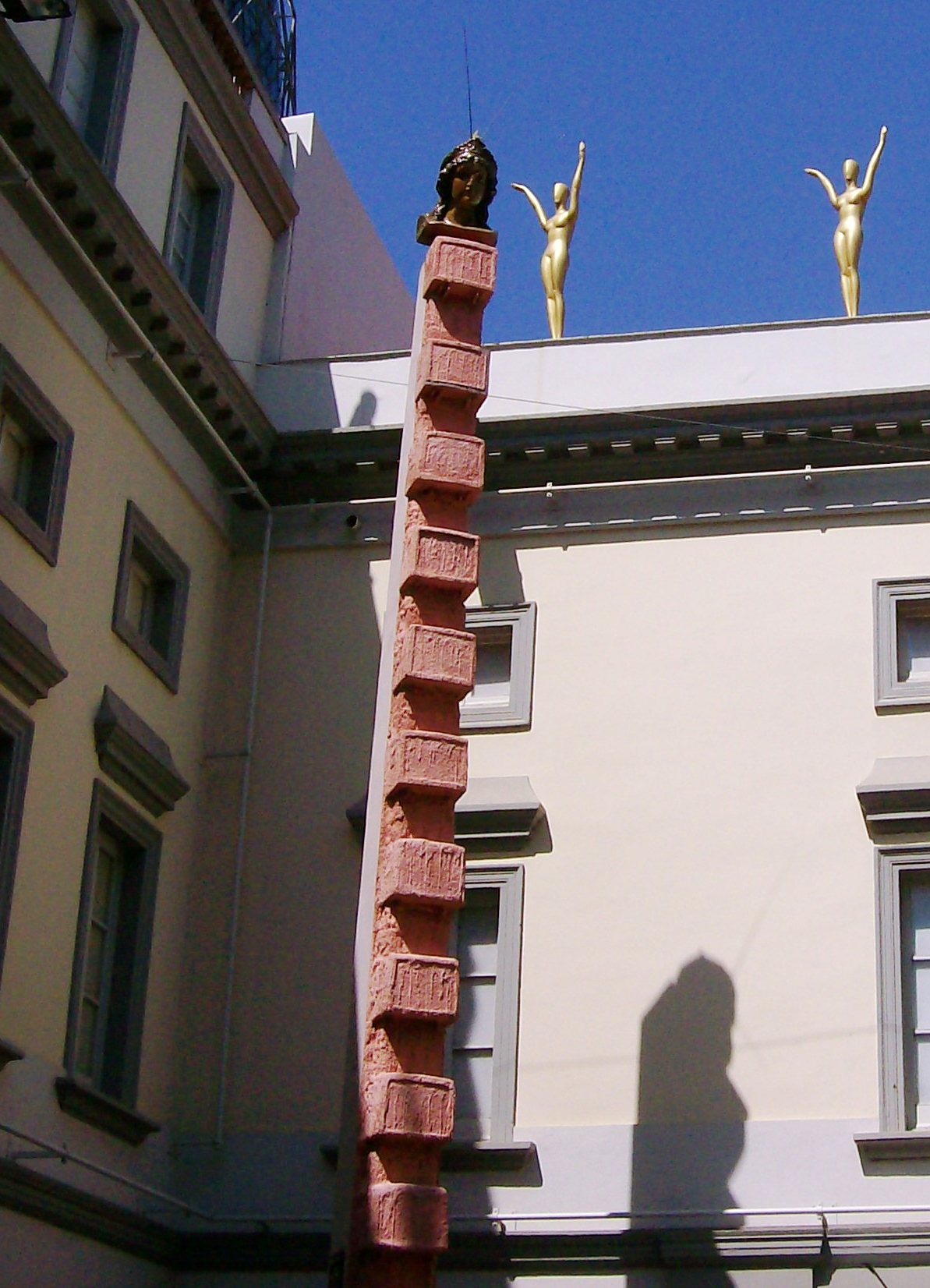
«Телевизионный обелиск» Вольфа Фостеля — первого европейца, создавшего концепцию окружающей среды и устраивавшего первые на нашем континенте «хэппенинги». Это монолит из 14 телевизоров, завершенный женской головой
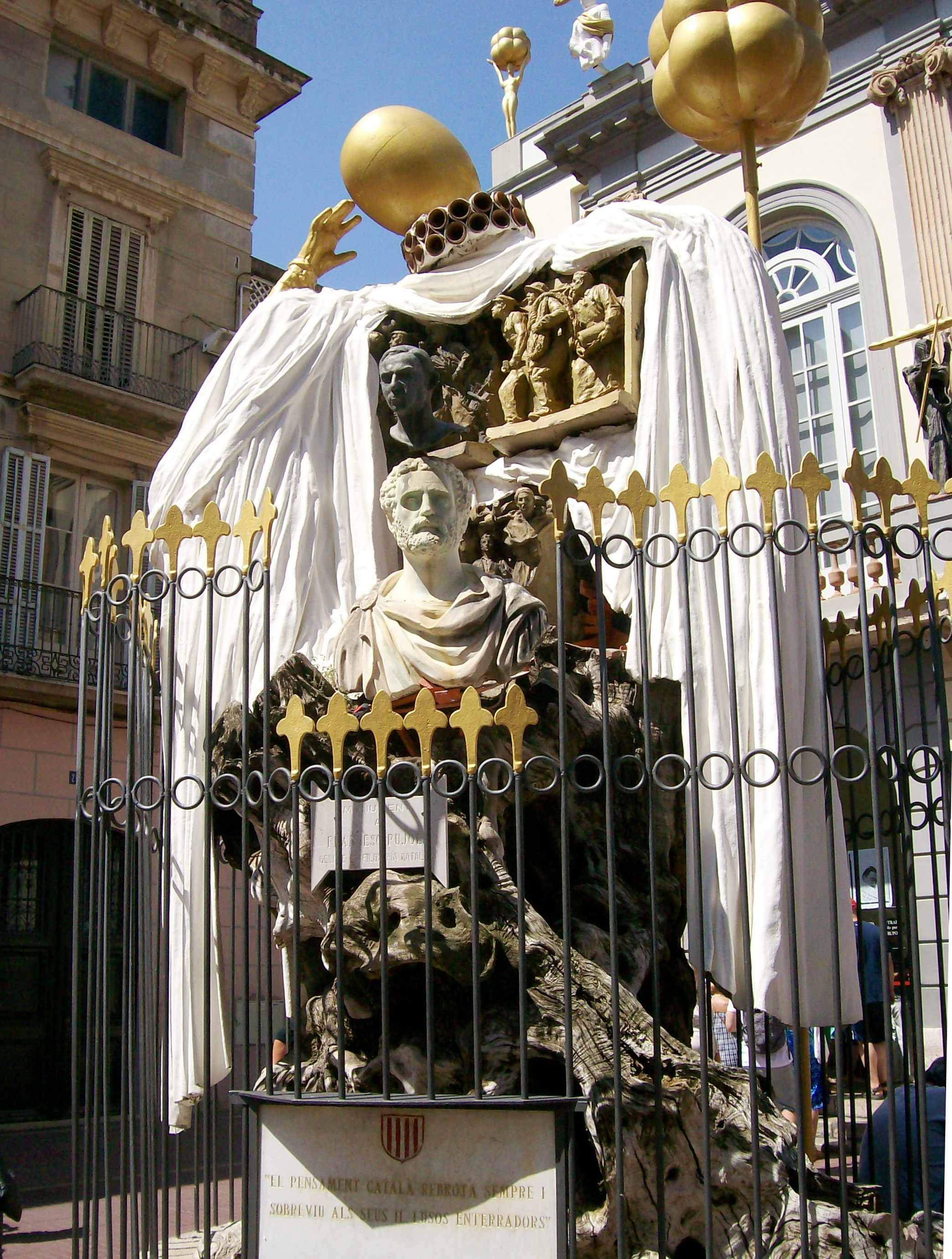
Памятник философу Франсеску Пужольсу, другу семейства Дали.
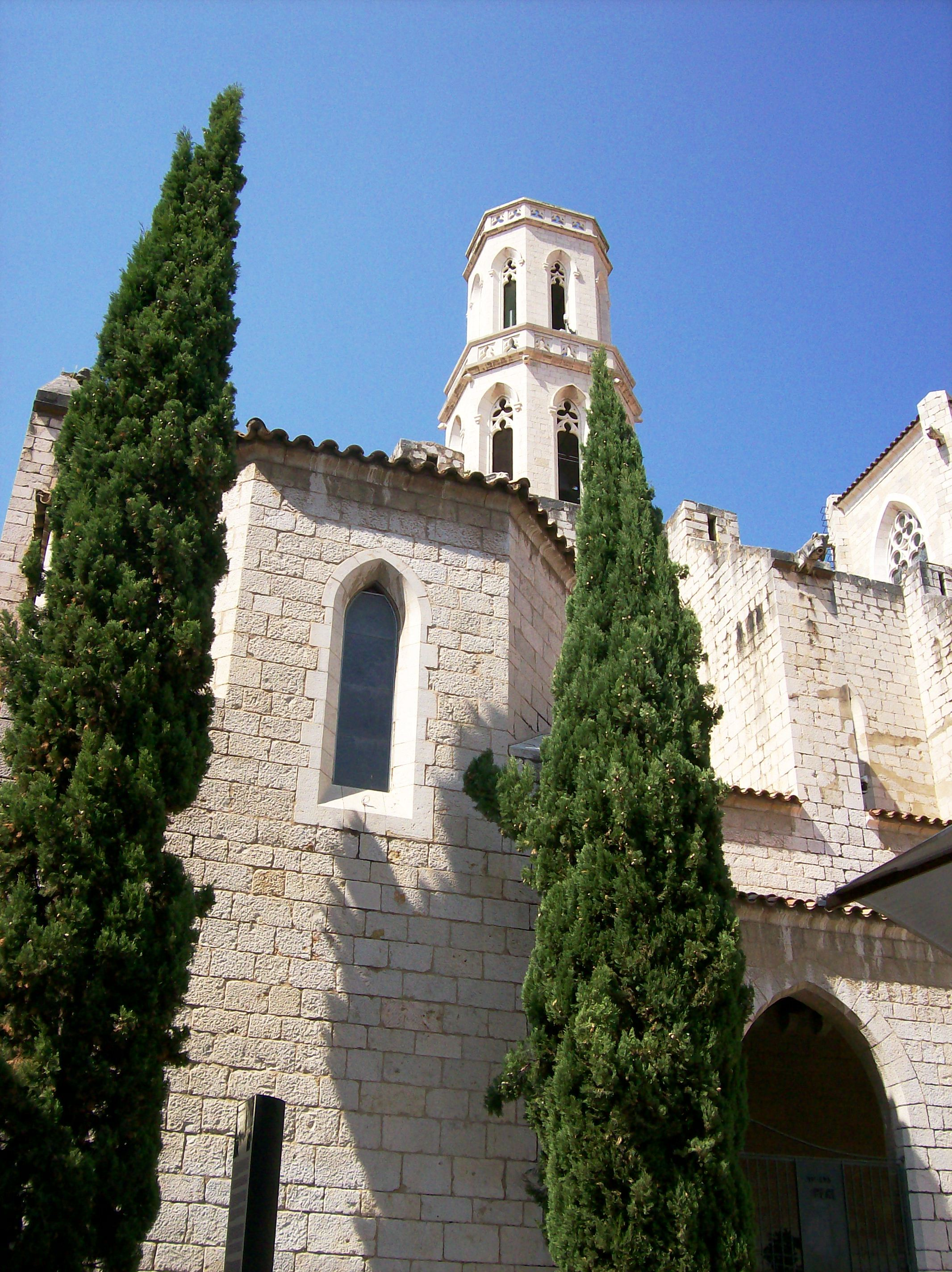
Церковь Святого Петра
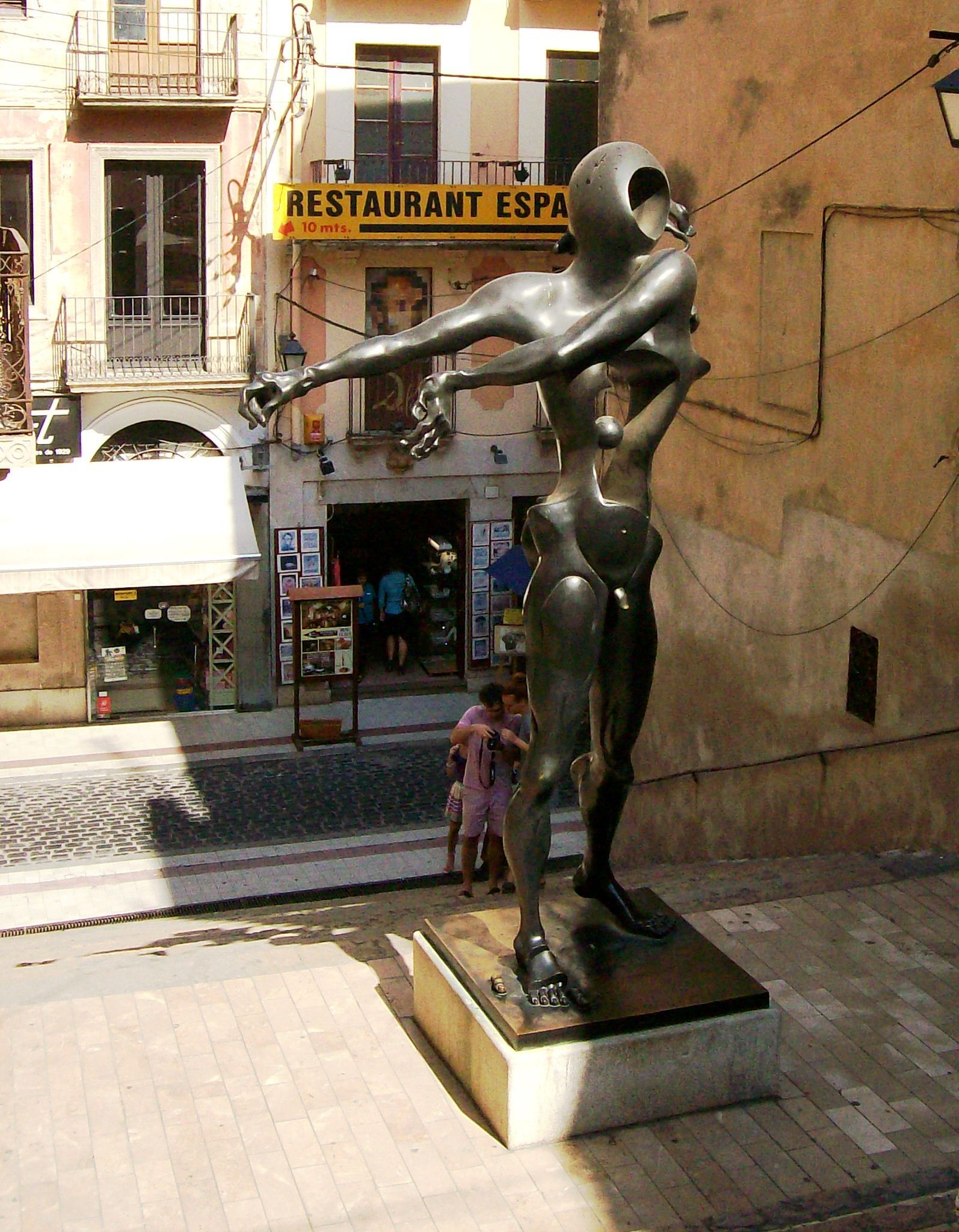
У спуска на улицу Жонкера: скульптура «Памяти Ньютона» Сальвадора Дали. Посвящена великому ученому и открытой им силе тяжести
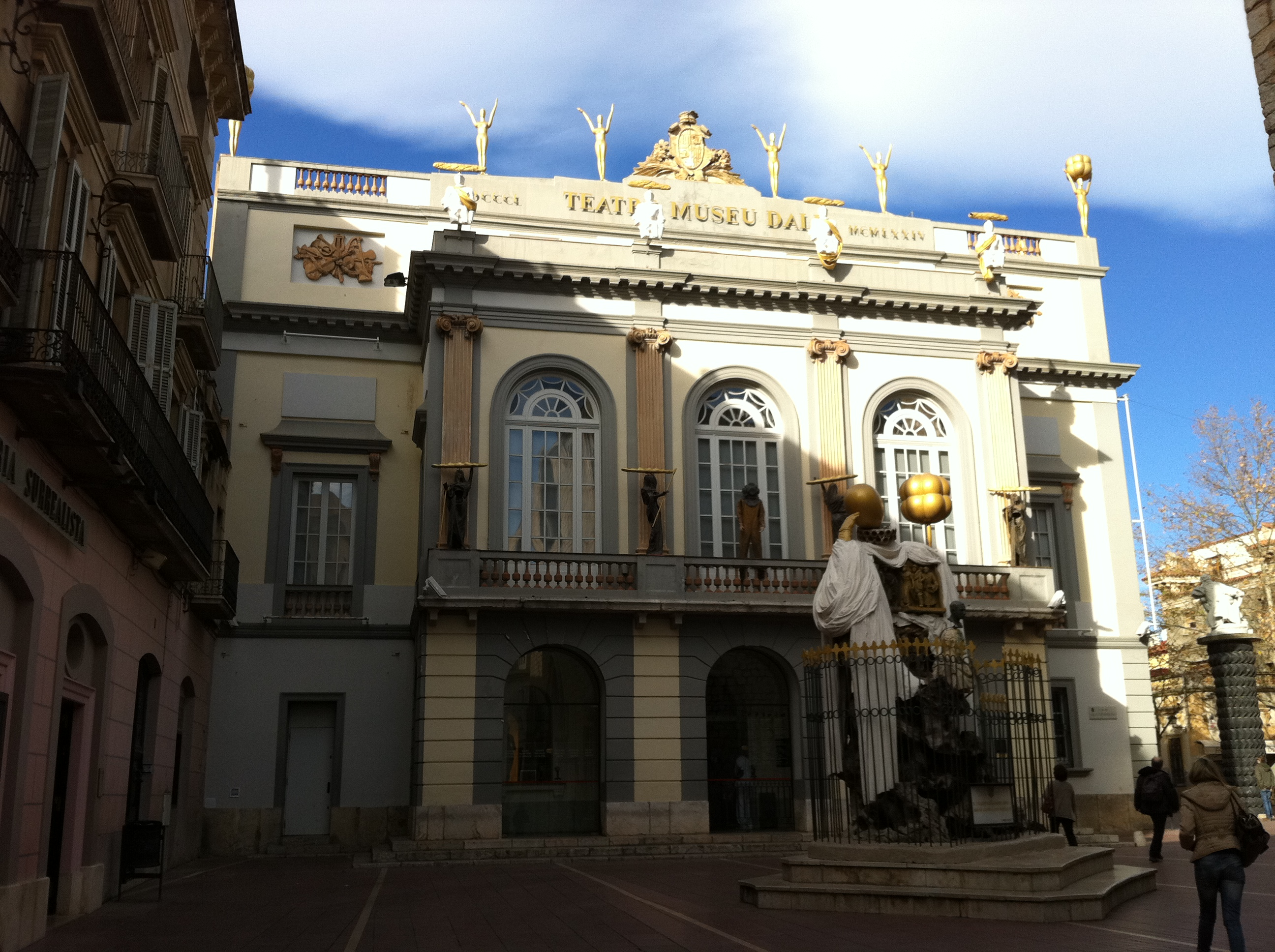
Дом-музей Галы и Сальвадора Дали в Фигерасе